# Marc Evan Jackson
Marc Evan Jackson, född den 21 augusti 1970 i Buffalo, New York, är en amerikansk komiker och skådespelare.
Han medverkar i The Good Place, Parks and Recreation, 22 Jump Street, Brooklyn Nine-Nine. Han blev intresserad av att bli skådespelare när han började gå till en improvisationsteatergrupp.